# Cherine Anderson
Cherine Tanya Anderson (25 septembre 1984, Rockfort, East Kingston, Jamaïque) est une actrice et chanteuse de reggae dancehall jamaïcaine.

## Biographie
Cherine Anderson commence à chanter dans les années 1990.
Cherine Anderson commence sa carrière dans le film Dancehall Queen en 1997. Elle a également joué dans One Love en 2003.
À la suite de ces deux expériences dans le cinéma, elle se reconvertit dans l'immobilier en créant sa propre société de conseil My Power Living Ltd.

## Discographie
- Come Over Tonight avec Chuck Fenda (single, 2007)
- Good Love avec Jimmy Riley (single, 2007)

## Publications
- (en) How to Buy an Apartment or Condo in Jamaica (ebook)